# Pierre Cornette de Saint-Cyr
Pour les articles homonymes, voir Cornette et Saint-Cyr.
Pierre Cornette de Saint-Cyr, né le 1er janvier 1939 à Meknès au Maroc et mort le 20 août 2023 à Saint-Tropez, est un marchand d'art et commissaire priseur français.

## Biographie

### Famille
Sa famille est issue de l'aristocratie béké des Antilles françaises. Son ancêtre, Antoine Cornette, était capitaine d'infanterie et conseiller au Conseil supérieur de la Martinique quand il fut anobli par lettres patentes du 27 juin 1676, en récompense de sa belle conduite lors d'une descente que l'amiral hollandais Ruyter voulut faire en 1674 sur la côte de l'Île[réf. souhaitée].

### Enfance et études
Pierre Cornette de Saint-Cyr naît au Maroc, où son père est chirurgien. Après sa scolarité secondaire à l'école des Roches à Clères, il mène des études pour devenir ingénieur, puis avocat,.

### Carrière
Pierre Cornette de Saint-Cyr commence par collectionner des dessins anciens puis des photographies. Il ouvre sa maison de vente « Cornette de Saint-Cyr » en 1973, que rejoindront ses deux fils, Bertrand et Arnaud. Il est connu pour avoir « popularisé son métier en transformant les ventes aux enchères en one-man-show » explique Le Monde.
Depuis la mort de Pierre Restany, fondateur du mouvement des nouveaux réalistes, il a été président de l'association du palais de Tokyo de 2003 à 2012 et il est membre du conseil d'administration de la SAS Palais de Tokyo depuis 2011. En 2009, il reçoit le prix de l'Excellence française.
Engagé dans les œuvres de charité, il organise occasionnellement des ventes à but humanitaire. En 2012, il organise par exemple une vente aux enchères dont les bénéfices vont à l'institut Chef Raoni.
Il est candidat suppléant aux élections législatives de 2012 dans la première circonscription de Paris, sous les couleurs de l’Union de la droite et du centre.

### Mort
Il meurt le 20 août 2023 à Saint-Tropez, à l'âge de 84 ans, et est inhumé au cimetière marin de Saint-Tropez.

## Dans la fiction
Pierre Cornette de Saint-Cyr est un personnage du roman de Danielle Pampuzac, La Collectionneuse.

## Publications
- Patrick Le Fur, Pierre Souchaud et Pierre Cornette de Saint Cyr, Monique Favière, Paris, Iconofolio, 2005, 48 p. (ISBN 978-2-35237-002-4)
- Alain Wodrascka, Laurent Ruquier et Pierre Cornette de Saint Cyr, Marie Laforêt : Arrêt sur images, Paris, Éditions Didier Carpentier, coll. « Les géants de la chanson », 2005 (ISBN 978-2-84167-363-6)
- Pierre Cornette de Saint Cyr et Arnaud Cornette de Saint Cyr, Profitez-en l'art est encore en vente libre, Paris, Éditions Buchet/Chastel, 2009, 140 p. (ISBN 978-2-283-02429-4)
- Pierre Cornette de Saint Cyr, Le musée le plus cher du monde, Paris, Éditions de la Martinière, 2010, 226 p. (ISBN 978-2-7324-4321-8)
- Pierre Cornette de Saint Cyr, L'art, c'est la vie, Paris, Michel Lafon, 2004, 372 p. (ISBN 978-2-7499-0053-7)

## Iconographie
- Portrait de la famille Cornette de Saint-Cyr par Herman Braun-Vega (triptyque de 1989).